# Brice Guilbert
Pour les articles homonymes, voir Guilbert.
Brice Guilbert né le 8 décembre 1979 à Montpellier, est un artiste français.

## Biographie
Brice Guilbert a grandi à l'île de La Réunion dans la ville de Saint-Joseph. Il a étudié le dessin à l'École nationale supérieure des arts visuels de la Cambre, Bruxelles (1997-2003) et a été assistant en dessin dans la même école de 2005 à 2011.
En 2005, il publie un album de chansons chez Polydor. En 2008, il réalise un deuxième album intitulé En silence. Son troisième album Feitsong est paru en 2012.
Il revient particulièrement sur ses origines avec la sortie de l'album Firinga en 2015 et Ti Robinson en 2019 chantés en créole réunionnais.
Depuis 2012, il expose peintures et dessins souvent mis en relation avec de la musique,. Il peint des volcans en éruption depuis 2016,.

## Expositions (sélection)
2016
- Piton diab, Island, Bruxelles
- Napoli, Corrida, Gand

2015
- Domino, Théâtre National, Bruxelles
- Friendly Faces, Johannes Vogt Gallery, New-York
- Another page, Louise 186, Bruxelles

2014
- Kari dodo, Island, Bruxelles

## Discographie
- L'Album de Brice (2005)
- En Silence (2008)
- Feitsong (2012)
- Kreol (2015)
- Firinga (2015)
- Ti Robinson (2019)
- Sin Jo (2021)
- Légo (2025)